# Ajellomyces crescens
Ajellomyces crescens är en svampart som beskrevs av Sigler 1996. Ajellomyces crescens ingår i släktet Ajellomyces och familjen Ajellomycetaceae.   Inga underarter finns listade i Catalogue of Life.